# Nyaklánc (heraldika)

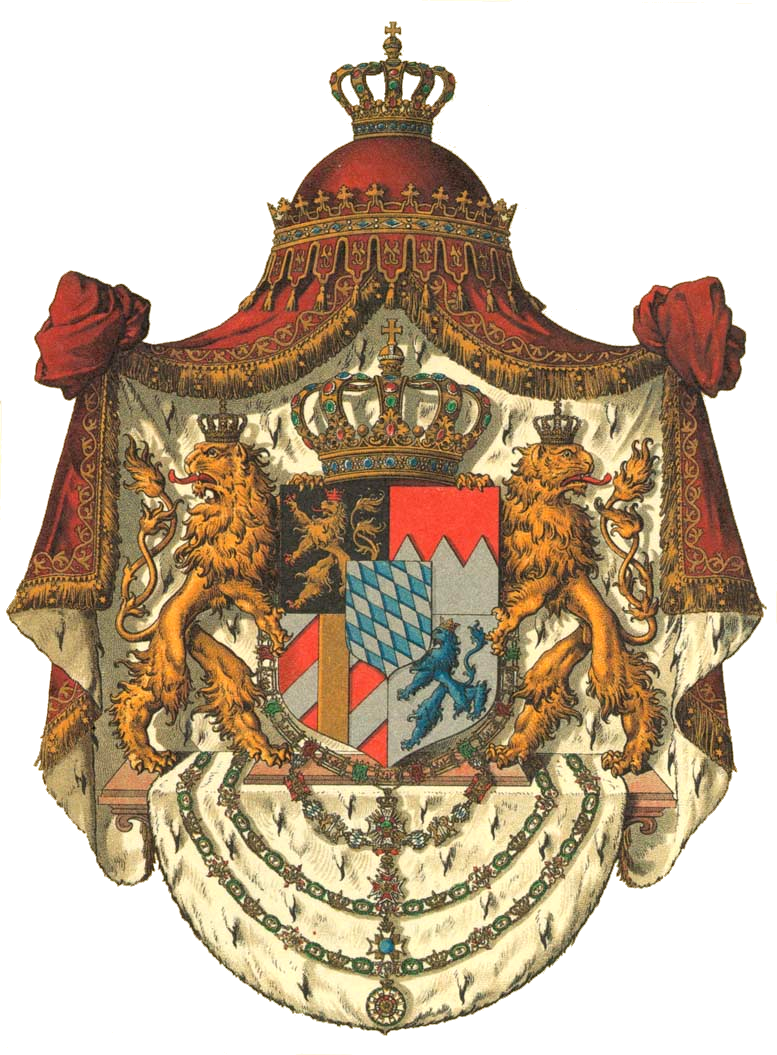
A bajor királyi ház címere. A pajzs alatt láncon a Hubertus Rend, a Szent György Házi Lovagrend, a Katonai Miksa József Rend és a Bajor Korona Érdemrend keresztje

Névváltozatok: boncsok (M. nyelvtört. I. 280., TESz. I. 339.), láncz (Nagy Iván X. 547.), kaláris (TESz. II. 321.),
kösöntyű (TESz. II. 623.), örv <'nyakba tett, nyakon hordott dísz, ékesség', majd 'nyakba tett jelvény, funkciót, tisztséget
jelző dísz, fémgallér'> (TESz. III. 38-39.), nyakörv; kösöntyű 1395 k.: "Monile: kezentheu" [Beszt. Szj. 615.]
<nyaklánc, karkötő, csat mint ékszer> (TESz. II. 623.), nyakló (1786) <nyakba, vállra vetett széles szalag, stóla> (TESz.
II. 1032.);
"Egy eöreg aranyas ezwst nyakba wetw mynd bonchokokwal egetembe" [Régi magyar nyelvemlékek. Szerk. Döbrentei Gábor. II. 199.],
"Hozanac bonczokokat, ezeustes sisakokat" [Heltai Gáspár: Cancionale, azaz históriás énekes könyv. Kolozsvár 1574. 136.], "Egy
ló nyakára való boncziok, gombos" [Radvánszky J.: Magyar Családélet és háztartás. II. 264.], "Hagiok neky egj ezüstös szabiat,
egj nyakbavetőt, egj bonchokot" [Radvánszky III. 147.], "Melyén tizenkét rétű zomántzos tsengő bontsok" [Faludi Ferenc: Téli
Éjszakák. Pozsony 1787. 638.]

Rövidítések:

A nyaklánc viszonylag ritka címerkép a heraldikában. Főként mellék-címerképként fordul elő emberek és állatok nyakán. A címerleírásban ilyenkor a "nyakláncos" (de: behalsbandet) kifejezés szerepel. Ha a nyaklánc eltérő
színű, mint a címerállat, egyes heraldikai rendszerekben ezt is külön kifejezik és a "nyakláncú" (de: halsberingt) fogalmat használják (pl. arany nyakláncú vörös oroszlán).
Az angol heraldika egyik jellegzetessége, hogy a pajzstartók és címerállatok nyakán lánc helyett korona látható (de: halsbekrönt). A tornasisak nyakrészén szinte mindig látható a nyaklánc, melyet monilénak neveznek.
Díszes nyakláncon viselik a különféle rendjelek nagykeresztjeit is.